# اورون (رود)
 اورون رودی است به Tarn می‌ریزد. این رود از کشور فرانسه می‌گذرد.